# 居鲁士大帝墓

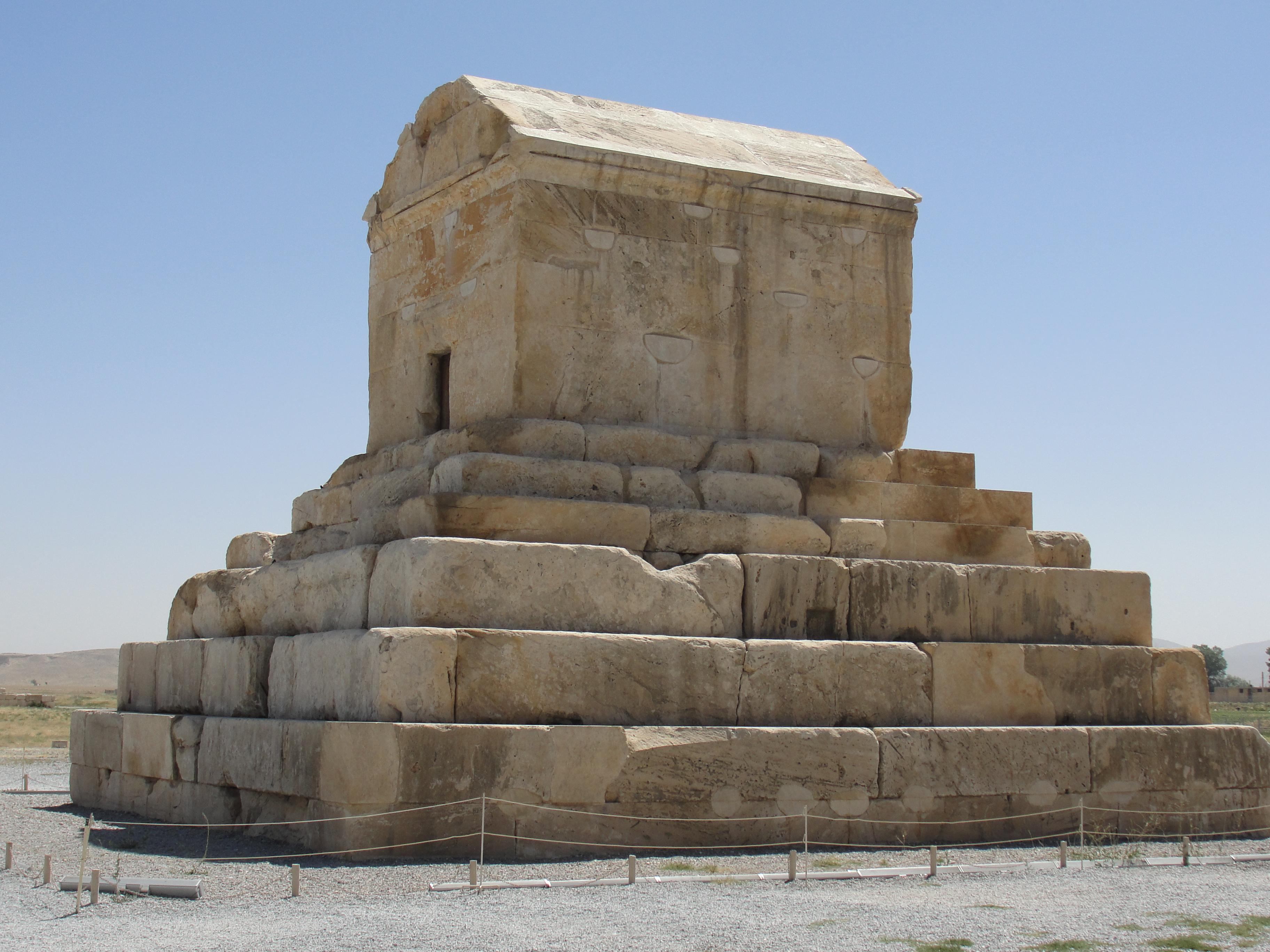
居魯士大帝墓

居鲁士大帝墓是阿契美尼德王朝国王居鲁士二世的陵墓，位于今伊朗法尔斯省帕薩爾加德。该墓后由英国人詹姆斯·尤斯蒂尼安·摩瑞尔认出。现为伊朗世界遗产之一。